# Гамбија на Светском првенству у атлетици у дворани 2024.
Гамбија је учествовала на 19. Светском првенству у атлетици у дворани 2024. одржаном у Глазгову од 1. до 3. марта шести пут. Репрезентацију Гамбије представљала је 1 такмичарка која се такмичила у трци на 60 метара.,
На овом првенству такмичарка Гамбије није освојила ниједну медаљу али је остварила најбољи резултат сезоне.

## Учесници
Жене:
- Ђина Маријам Бас Битаје — 60 м

## Резултати

### Жене
| Атлетичарка             | Дисциплина | Лични рекорд | Квалификација      | Квалификација | Полуфинале | Полуфинале | Финале                | Финале  | Детаљи |
| Атлетичарка             | Дисциплина | Лични рекорд | Резултат           | Место         | Резултат   | Место      | Резултат              | Место   | Детаљи |
| ----------------------- | ---------- | ------------ | ------------------ | ------------- | ---------- | ---------- | --------------------- | ------- | ------ |
| Ђина Маријам Бас Битаје | 60 м       | 7,11 НР      | 7,15(.144) кв, ЛРС | 5. у гр. 5    | 7,21(.208) | 7. у гр. 3 | Није се квалификовала | 17 / 53 |        |